# حب الطفولة

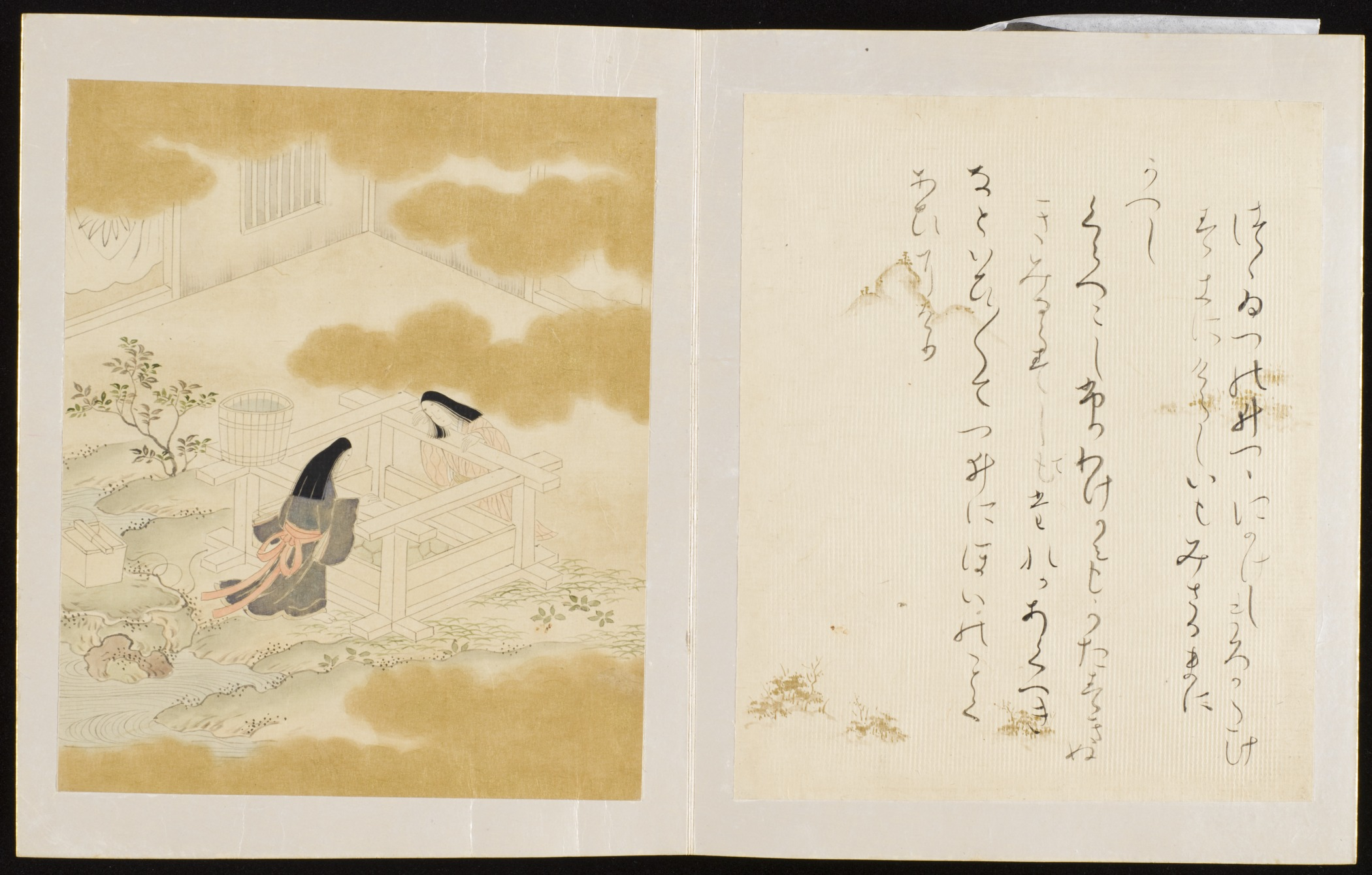
تحرير

حبيبة الطفولة هي عبارة تبادلية لعلاقة (لكن ليس شراكة) بين الشباب. وتعتبر كلمة حبيبة الطفولة امتداد لكلمة صداقة.
العلاقة عادة ما تكون أفلاطونية وتستمر لفترة قصيرة إلى متوسطة. هذه التجربة تشكل أساس العلاقات المستقبلية اللاحقة في وقت لاحق في مرحلة الطفولة أو مرحلة البلوغ. عادة، لن يكون للفرد أكثر من حبيبة طفولة لأن هذا المصطلح يدل على علامة فارقة في نمووتطور ونضج الشباب في الظروف المثالية، ينطبق هذا المصطلح بشكل متبادل على كلا الطرفين ويتوافق مع كلتا الطريقتين، ومن هنا يتم الجمع بين أحلام الطفولة.
قد تنطوي العلاقة على حب رومانسي أو قد تكون امتدادًا لصداقة وثيقة.
وقد يتم  «إعادة إحياء» هذه الصداقات بعد الانفصال وتؤدي إلى الزواج.